# Адель Фекіх
Адель Фекіх (нар. 21 квітня 1972, Туніс) — туніський політик і дипломат.

## Біографія
Родом із Тебульби, син офіційного представника ООН, який працює в кількох африканських країнах. Здобувши в червні 1990 року ступінь бакалавра наук, п'ять років навчався в Університеті Огайо, здобув ступінь бакалавра промислової інженерії в 1994 році, потім ступінь магістра економіки сільського господарства в 1995 році. У 2009 році здобув ступінь MBA у Вищій школі торгівлі Парижа.
Приєднався до офісу модернізації в Міністерстві промисловості Тунісу, перш ніж взяти на себе відповідальність у різних компаніях. У 2008 році вирішив заснувати компанію, що спеціалізується на оплаті через мобільний телефон.
Після революції 2011 року приєднався до партії Ettakatol, де відповідав за структурування її міжнародного розгортання для виборів до установчих зборів. Член політичного бюро і прес-секретар партії, був призначений послом Тунісу у Франції 5 липня 2012 року, змінивши Мохамеда Рауфа Наджара. Вірчі грамоти йому вручив 11 липня.
1 вересня 2014 року його на цій посаді замінив Мухамед Алі Шихі.
У квітні 2015 року приєднався до Airbus як віцепрезидент у регіональній групі, що відповідає за Африку та Близький Схід, що базується в Дубаї.

## Особисте життя
Адель Фекіх одружений і має двох дітей.